# Broedercongregatie Onze-Lieve-Vrouw van Zeven Smarten
De Broedercongregatie van Onze Lieve Vrouw van Zeven Smarten (Latijn: Congregatio Septum Dolorum, afgekort C.S.D.), ook bekend als broeders van Amsterdam en broeders met de Blauwe Koorden, is een mannelijke congregatie binnen de Rooms-Katholieke Kerk.

## Geschiedenis
De congregatie werd op 20 september 1851 opgericht te Amsterdam. Oprichters waren de priesters P.J. Hesseveld en A. Frentrop s.j.. Pater Frentrop was betrokken bij de eerste vestiging buiten Amsterdam, en wel landbouwkolonie "Sint-Aloysius" in de buurtschap Heibloem bij Heythuysen in 1852. Daarna breidde de congregatie zich naar meer plaatsen in Nederland uit, terwijl missiewerk in China, Indonesië en Canada werd verricht.
De hoofdtaak van de broeders bestond uit onderwijs en opvoeding, in het bijzonder voor de kansarme jeugd en moeilijk opvoedbare kinderen. Ook waren ze werkzaam in het beroepsonderwijs.
Tot de Nederlandse vestigingen behoorden: Amsterdam, Baarn, Beverwijk, Borculo, Broekhuizen, Den Haag, Geldrop, Harreveld, Hees, Heibloem (Kloosterboerderij Heibloem), Leiden, Lisse, Meerveldhoven, Nederweert, Nijmegen, Noordwijkerhout, Rotterdam, Tilburg, Tubbergen, Voorhout, Warmond, Wellerlooi, en Wolvega.
Anno 2016 waren er in Nederland nog negentien leden, merendeels woonachtig in het Broederhuis Nieuw Schoonoord in Voorhout.

## Bekende broeders van Amsterdam
- Aquino van Dijck (1922-2002), kunstenaar